# Wahak Hotrontk
Wahak Hotrontk è un census-designated place della contea di Pima, nello stato dell'Arizona, Stati Uniti d'America.